# Guia Lopes da Laguna (kommun)
Guia Lopes da Laguna är en kommun i Brasilien.   Den ligger i delstaten Mato Grosso do Sul, i den södra delen av landet, 1 100 km sydväst om huvudstaden Brasília. Antalet invånare är 10 368.
Följande samhällen finns i Guia Lopes da Laguna:
- Guia Lopes da Laguna

Omgivningarna runt Guia Lopes da Laguna är huvudsakligen savann. Runt Guia Lopes da Laguna är det mycket glesbefolkat, med 7 invånare per kvadratkilometer.